# Giulia Gam
Giulia Gam (n. 28 decembrie 1966) este o actriță braziliană.